# (709487) 2013 BL 76
(709487) 2013 BL76 — транснептуновый объект с очень большим афелием. Был открыт 20 января 2013 года в обсерватории Маунт-Леммон (США), в рамках программы Обзор Маунт-Леммон, которая служит в первую очередь для поиска околоземных астероидов.
В перигелии 2013 BL76 находится в 8,374 астрономических единиц от Солнца (ближе Сатурна). А вот в афелии 2013 BL76 удаляется на 2498,65 а. е. от Солнца, что дальше, чем афелии (308933) 2006 SQ372 и 2013 AZ60, но меньше афелиев 2005 VX3 и 2009 FW54 (=2012 DR30). Эксцентриситет орбиты e=0,9933. Период обращения 2013 BL76 вокруг Солнца составляет 44,4 тыс. лет. Плоскость орбиты (i) наклонена на 98,61°, то есть объект движется по ретроградной орбите. Видимая величина — +20,5 m. 2013 BL76 вероятно является объектом рассеянного диска. В прошлом, возможно, он был объектом внутренней части облака Оорта.

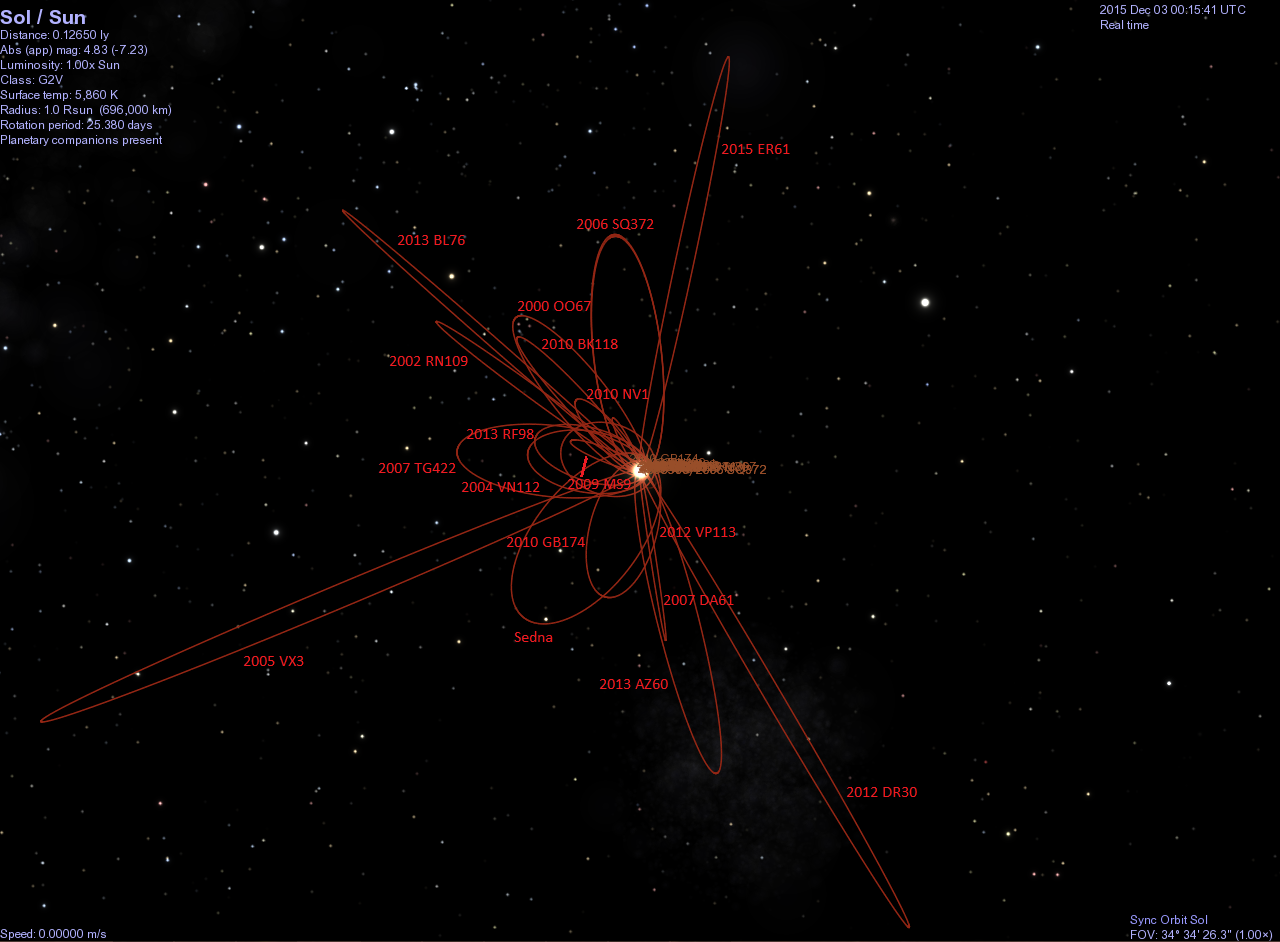
Орбита 2013 BL76 в сравнении с орбитами некоторых других небесных тел с очень большими афелиями. В том числе (90377) Седна, 2015 DB216 (орбита указана неправильно), (87269) 2000 OO67, VN112 2004, 2005 VX3, (308933) 2006 SQ372, 2007 TG422, 2007 DA61, MS9 2009, 2010 GB174, 2010 NV1, 2010 BK118, 2012 VP113, 2015 ER61, 2009 FW54, 2013 AZ60, 2013 RF98.